# Кусаковы
Кусаковы — русский дворянский род.
Иван Данилович Кусаков, воевода, убит в бою с татарами на р. Воже (1378). Дмитрий Дмитриевич Кусаков воевода в Яблонове (1692). Род Кусаковых был внесён в VI часть родословных книг Новгородской, Смоленской и Курской губерний.

## Описание герба
В щите, имеющем красное поле, изображены диагонально с правой стороны три серебряные полосы.
Щит увенчан дворянским шлемом с дворянскою на нём короною и с страусовыми перьями. Намёт на щите красный, подложенный серебром. Герб рода Кусаковых внесён в Часть 6 Общего гербовника дворянских родов Всероссийской империи, стр. 90.